# Cicurina brevis
Cicurina brevis es una especie de araña araneomorfa del género Cicurina, familia Hahniidae. Fue descrita científicamente por Emerton en 1890.
Habita en los Estados Unidos y Canadá.